# یوموگیتا، آئوموری
یوموگیتا، آئوموری (به لاتین: Yomogita, Aomori) یک منطقهٔ مسکونی در ژاپن است که در Higashitsugaru District واقع شده‌است. یوموگیتا ۸۰٫۶۵ کیلومتر مربع مساحت و ۳٬۰۴۲ نفر جمعیت دارد.